# Harcigny
Harcigny é uma comuna francesa na região administrativa de Altos da França, no departamento de Aisne. Estende-se por uma área de 7,57 km². Em 2010 a comuna tinha 244 habitantes (densidade: 32,2 hab./km²).